# Скородумова, Юлия Эльхановна
Ю́лия Эльха́новна Скороду́мова (род. 1964, Москва) — русская поэтесса.
Окончила филологический факультет МГУ. Печаталась в журналах и альманахах «Юность», «Арион», «Авторник», «Кольцо „А“» и др., опубликовала три книги стихов. Член Союза российских писателей, Союза писателей Москвы. Известна также яркими выступлениями на грани перформанса, неоднократная участница различных российских поэтических фестивалей; выступала и как автор-исполнитель с песнями на свои стихи. Стихи переведены на английский, французский и немецкий языки.

Эта поэзия радует как своей стилистической отточенностью (за редкими исключениями), так и очевидной красочностью и многоликостью,

— писала о третьей книге стихов Скородумовой поэтесса Ольга Иванова.